# Tituba
Tituba, död efter 1693, var en av de åtalade i den berömda häxprocessen i Salem. Hon var den första person som anklagades i häxprocessen.
Hennes bakgrund är obekräftad. Hon har ibland antagits ha varit av afrikanskt ursprung. I verkligheten tycks hon ha varit indian, men det är oklart av vilken etnicitet. Det är känt att hon ursprungligen var slav på Thompsonplantagen på Barbados, och hon var möjligen ursprungligen från Arawak-Guiana-stammen. Hon köptes av Samuel Parris, kyrkoherde i Salem, och flyttade 1680 med honom till kolonin Massachusetts.
Häxprocessen i Salem utbröt sedan ett antal flickor, Betty Parris, Abigail Williams, Ann Putnam, Mercy Lewis, Mary Walcott, och Elizabeth Hubbard hade plågats av anfall, och sedan anklagat personer för att ha förtrollat dem. 
Tituba utpekades som häxa av Betty Parris och Abigail Williams, och blev den första person som anklagades och arresterades. Hon fängslades i Boston tillsammans med Sarah Good and Sarah Osborne. Hon var den första som bekände sig skyldig. Hon uppgav att hon hade lärt sig trollkonster på Barbados, men att dessa inte hade något med Satan att göra. Hon bekräftade också anklagelserna mot sina medåtalade, Good och Osborne. Tituba blev ett stjärnvittne under häxprocessen, var mycket aktiv i att vittna mot de personer som den ena efter den andra åtalades i processen. Genom sin samarbetsvillighet gav hon ett gott intryck inför domstolen, som använde henne så ofta för att vittna mot andra personer, att åtalspunkterna mot henne personligen hamnade i bakgrunden, då hon kvarhölls i fängelset för att vittna snarare än för att själv ställas inför rätta. 
När häxprocessen i Salem upplöstes, befann sig fortfarande Tituba i fängelset. Att fortsätta häxprocessen med fler åtal var då inte längre aktuellt. Tituba uppgav då att hon hade bekänt sedan hennes ägare Samuel Parris hade misshandlat henne och talat om för henne vad hon skulle säga och vilka hon skulle vittna mot. Hon kvarblev i fängelset i tretton månader, därför att Parris vägrade att betala hennes fängelseavgifter. I april 1693 köptes hon av en till namnet okänd person för samma summa som hennes fängelseräkning. Hennes vidare öden är okända. 